# 石豆毛兰
石豆毛兰（学名：Eria thao）为兰科毛兰属下的一个种。

## 扩展阅读
- 維基物種上的相關：石豆毛兰